# Jambolifera tetrandra
Jambolifera tetrandra là một loài thực vật có hoa trong họ Cửu lý hương. Loài này được (F. Muell.) Kuntze mô tả khoa học đầu tiên năm 1891.